# Bitwa pod Korzkwią
Bitwa pod Korzkwią – stoczona w okolicach Korzkwi w październiku 1587 roku pomiędzy wojskami Maksymiliana Habsburga i Jana Zamoyskiego jako część działań wojennych oblężenia Krakowa po podwójnej elekcji Zygmunta III Wazy. W starciu uczestniczyły wojska niemieckie pod dowództwem Maksymiliana Habsburga, pretendenta do tronu królestwa Polskiego oraz siły polskie lojalne wobec Zygmunta III Wazy dowodzone przez Jana Zamoyskiego. W wyniku walk piechota niemiecka poniosła duże straty i musiała wycofać się na Śląsk. 
Bitwa była rzekomo tak zacięta, że krew spływającą do rzeki Prądnik można było dostrzec jeszcze na wysokości Prądnika Czerwonego (stąd jedna z wersji pochodzenia nazwy tej ostatniej osady).